# Bíboreső (film)
A Bíboreső (eredeti cím: Purple Rain) 1984-ben megjelent amerikai rock musical dráma, amit Albert Magnoli rendezett, írói Magnoli és William Blinn, producerei Robert Cavallo, Joseph Ruffalo és Steven Fargnoli. A film főszereplője Prince, akinek ez az első filmszerepe, "A kölyköt" játssza, egy életrajzi ihletésű karaktert.
A film több mint 68 millió dollár bevételt hozott az Egyesült Államokban, és 80 millió felett világszerte. A film büdzséje 7,2 millió dollár volt. A film két Oscar-díjat nyert, egyet a Legjobb főcímdalért, és egyet a Legjobb eredeti musicalért. 

## Szereplők
- Prince – Kölyök
- Apollonia Kotero – Apollonia
- Morris E. Day – Morris
- Olga Karlatos – Anya
- Clarence Williams III – Apa, a.k.a. "Francis L."
- Jerome Benton – Jerome
- Billy Sparks – Billy
- Jill Jones – Jill
- Dez Dickerson – Dez
- Wendy Melvoin – Wendy
- Lisa Coleman – Lisa
- The Revolution tagjai – önmaguk
- The Time tagjai – önmaguk
- Apollonia 6 tagjai – önmaguk

## Gyártás
A Purple Rain-t Albert Magnoli és William Blinn írta, a producerek Prince menedzserei Robert Cavallo, Joseph Ruffalo és Steven Fargnoli voltak. Prince a koncepciót az 1999 turné alatt álmodta meg. Blinn verziója sokkal sötétebb volt, amit Magnoli majdnem teljesen újraírt.
Prince Vanity-t (a Vanity 6 énekesét) szerette volna szereplőként látni az együttesben, de elhagyta az együttest mielőtt a felvételek elkezdődtek. A szerepét felajánlották Jennifer Beals-nek, aki azt tanulmányai miatt elutasította. Prince csak ez után kereste meg Apollonia Kotero-t, aki akkoriban teljesen ismeretlen volt. Prince egy 1983-as, Tales of the Gold Monkey epizódban látta. Minden egyes karaktert az őt játszó színészről neveztek el (kivétel Prince filmbeli szülei).

### Felvételek
A filmet majdnem teljesen Minneapolisban vették fel. A filmben sok helyi látványosság szerepel: az IDS Center, és a legendás First Avenue nightklub. A nightklubnak 100 ezer dollárt fizettek, hogy forgathassanak itt. 25 napig volt zárva. Prince-nek a nightklub falán elhelyeztek egy aranycsillagot is.
A The Huntington Hotel, ahol Apollonia lakott, Los Angelesben található. A filmben a First Avenue-val szemben van. Prince filmbeli motorja egy testre szabott Hondamatic Honda CM400A.

## Zene
A film zenéjét az azonos című album adta, amin két szám is van, ami a slágerlisták élén szerepelt ("When Doves Cry" és a "Let's Go Crazy"), a "Purple Rain" második lett. A film két Oscar-díjat is nyert, egyet a Legjobb főcímdalért, és egyet a Legjobb eredeti musicalért. Az album világszerte 25 millió példány felett kelt el. Ezen kívül a filmzenék között van a The Time Ice Cream Castle albuma, és az Apollonia 6 Apollonia 6 című albuma.
- "Let's Go Crazy" – Prince and the Revolution
- "Jungle Love" –  The Time
- "Take Me with U" –  Prince and the Revolution (Apollonia közreműködésével)
- "Modernaire" – Dez Dickerson and the Modernaires
- "Possessed" – Prince and the Revolution
- "The Beautiful Ones" – Prince and the Revolution
- "God (Love Theme from Purple Rain)"  – Prince
- "When Doves Cry" – Prince
- "Computer Blue" – Prince and the Revolution
- "Darling Nikki" – Prince and the Revolution
- "Sex Shooter" – Apollonia 6
- "The Bird" – The Time
- "Purple Rain" – Prince and the Revolution
- "I Would Die 4 U" – Prince and the Revolution
- "Baby I'm a Star" – Prince and the Revolution

## Megjelenés

### Kritikák
A film sikeres volt. A Rotten Tomatoes-on 67%-on áll. A Metacritic-en 52/100-as értékelése van.
A film sikere után festette meg Andy Warhol Prince (1984) című festményét.

### Bevétel
A film az Egyesült Államokban több mint 68 millió dollárt hozott, világszerte pedig 80 millió felett.

## Díjak
A film két Oscar-díjat nyert. Egyet a Legjobb eredeti filmezne, és egyet a Legjobb eredeti musical kategóriában.
- 2004: AFI's 100 Years...100 Songs:
  - "Let's Go Crazy" – Jelölve[13]
- 2006: AFI's Greatest Movie Musicals – Jelölve[14]

A Purple Rain az egyetlen film, amiben Prince szerepelt, de nem ő rendezte. 
Prince 2016. április 21-i halála után az MTV egy videóklip maraton után leadta a filmet. A VH1 szintén leadta a filmet aznap este, és a következő napokon szintén. A filmben szereplő felnőtt tartalmak miatt az MTV és a VH1 is a film vágott változatát adta le. Az AMC és a Carmike moziláncok is leadták néhány moziban. A filmet április 27., és május 1. között adták.

## Fordítás
- Ez a szócikk részben vagy egészben  a   Purple Rain (film) című angol Wikipédia-szócikk ezen változatának fordításán alapul.  Az eredeti cikk szerkesztőit annak laptörténete sorolja fel. Ez a jelzés csupán a megfogalmazás eredetét és a szerzői jogokat jelzi, nem szolgál a cikkben szereplő információk forrásmegjelöléseként.